# 大岡忠勝
大岡 忠勝（おおおか ただとう／おおおか ただかつ）は、戦国時代から安土桃山時代の武将。『系図纂要』によると父は関白・九条忠教後裔（『華族類別譜』では九条尚経の子とも）とされる大岡伝蔵（大岡善吉）という。

## 生涯
大岡氏は藤原北家九条家の後裔と称した三河国八名郡大岡村の土豪となり、姓を大岡と名乗ったといわれる。大岡忠勝の代に松平清康・広忠父子2代にわたり松平氏に仕え、のちに徳川家康に仕えた。
初名は助勝（すけかつ）と名乗り、松平清康次いで松平広忠に仕え、手柄を立てたため広忠から偏諱を受け、忠勝と名乗った。以後大岡家では代々「忠」の一字を用いることとなる。享禄2年（1529年）、三河吉田城攻めでは牧野伝次を討ち取り、永禄6年（1563年）の三河一向一揆では福王忠右衛門を打ち破るなど武功を挙げた。
忠勝には三子いたが、吉田城攻略の尾張知多郡石瀬の合戦で長男の忠祐が討ち死にし、次男の忠次も夭逝したため、三男の忠政に大岡氏代々の名乗りとなる忠右衛門を称させ、家督を継がせる。文禄3年（1594年）には息子の後を追うように忠勝も死去した。享年73。
慶長16年（1611年）、本領の三河から相模国高座郡芹沢村の浄見寺に改葬された。戒名は「大綱院殿忠誉窓月淨見居士」。